# Золушка (фильм, 2000)
«Золушка» — телевизионный фильм, выпущенный 1 января 2000 года в Великобритании. Режиссёр: Бибан Кидрон. В главной роли Кэтлин Тернер, которая играет злую мачеху Клодетт.

## Сюжет
Фильм основан на оригинальной классической сказке про Золушку, однако место действие перенесено в современный мир, полный современной модной одеждой и новыми технологиями.

## В ролях
- Марселла Планкетт — Золушка (Зезола)
- Кэтлин Тёрнер — Клаудетт
- Катрин Картлиддж — Гонерилья
- Дэвид Уорнер — Мартин
- Джейн Биркин — Мэб
- Люси Панч — Риган
- Лесли Филлипс — Фелим
- Шарон Моган — королева Серафина
- Гидеон Тернер — принц Вэлиант
- Грант Иббс — Уорнер
- Хош Кейн — Марко (также Хош Ибрагим)
- Николас Грейс — первый министр
- Дженни Томасин — повар[3]

## Релизы
Золушка была выпущена в нескольких форматах. В 2000, Золушка была выпущена в Великобритании на видеокассетах производства студии 4Learning. Студия 4Learning разбила фильм на три части, фильм входит в состав документального фильма The Many Cinderellas, который в свою очередь состоит из 4 частей по 30 минут. Фильм также был выпущен на видеокассетах, для просмотров в школах в образовательной цели. В 2002, студия Educational Media Australia также выпустила фильм на видеокассете. В 2005 году, фильм «Золушка» был официально выпущен в Тайване на дисках VCD и DVD-диск студией Educational Media Australia. DVD диск поставлялся с английской аудиодорожкой и китайскими субтитрами, также комплекте с прилагалась брошюра на китайском языке. В 2006 году, студия Transformer выпустила фильм на VHS и DVD носителях, в Японии.

## Рецензии
В течение 2000 года фильм «Золушка» стал самым продаваемым продуктом телеканале 4 в Великобритании. Фильм получил положительные отзывы критиков. Журналист Кевин Макдоно из газеты United Feature Syndicate (США) дал положительную оценку игре Кэтлин Тернер и назвал «не непревзойденно хорошим» и заявил, «Золушка это ошеломляющий фильм, замечательно подобранные сказочные костюмы, а также лучшая актёрская игра Мисс Тернер за её карьеру.» Журналист Джули Саламон из газеты "Нью-Йорк Таймс описал фильм как «забавная, будоражащая, современная версия сказки», которая «сочетает в себе романтический подтекст готических триллеров…со странным музыкальным видео рядом. Злая мачеха (Кэтлин Тернер) носит сказочный ослепительный костюм, подчеркивающий формы тела…» Также Саламон добавил: «этот фильм имеет много достоинств.» Авторы в фильма Макияж в кино Элизабет Форд и Дебора Митчелл назвали фильм «зрелищным» и что «естественная красота ставится на первое место в сказке… Использование в фильме фантастического цвета, света и обильное использование спецэффектов с водой создают волшебное настроение при просмотре фильма. Атмосфера выполнено в духе что-то нечто среднее между Финляндией и миром Диснея».